# Абделмаџид Тебун
Абдлелмаџид Тебун (арап. عبد المجيد تبون; рођен 17. новембра 1945) је алжирски политичар који тренутно служи као председник Алжира од децембра 2019. године и као министар одбране.
Тебун је преузео власт бившег председника Абделазиза Бутефлике и бившег вршиоца дужности председника Абделкадера Бенсалаха. Раније је био премијер Алжир од 20. маја до августа 2017. Поред тога, био је и министар становања од 2001. до 2002. годину и поново од 2012. до 2017. године пет година.

## Председништво
Уочи прве годишњице покрета Хирак, председник Абделмаџида Тебун најавио је у изјави алжирским националним медијима да би се 22. фебруара прогласило алжирским "националним даном братства и кохезије између људи и његове војске за демократију." У истој изјави, Тебун је у прилог покрету Хирак рекавши да је "Блажени Хирак сачувао земљу од укупног колапса" и да је "учинио личну посвећеност да спроведе све захтеве [покрета) . " 21. и 22. фебруара 2020. године, масе демонстраната (са излазом упоредивим са добро успостављеним алжирским празницима попут алжирског дана независности) прикупљали су се да ће поштовати годишњицу покрета Хирак и новоосновани национални дан.
У настојању да обда узпандемију ковида-19, Тебун је најавио 17. марта 2020. да ће "маршети и скупови, без обзира на њихове мотиве". Након што су демонстранти и новинари ухапшени због учешћа у таквим маршевима, Тебуне се суочио са оптужбама да је покушао да „ућутка Алжирце“. Посебно, радње владе је осудио Амнести интернешенел, који је у саопштењу навео да „када све очи [.. .] су на управљању пандемије ковида-19, алжирска власт посвећују време да убрзају тужилаштво и суђење активистима, новинарима и присталицама покрета Хирак. " ЦНЛД је проценио да је око 70 затвореника савести било затворено до 2. јула 2020. године и да је неколико затворених ухапшених на Фејсбук постове.
28. децембра 2019. године, тада је недавно инаугурирани председник Тебун упознао са Ахмедом Бенбирером, бившим алжирским шефом владе, са којом је разговарао о "темељима нове републике".
8. јануара 2020. Тебун је основао "Комисију стручњака" које се састојило од 17 чланова (од којих су већина били професоре уставног права) одговорни за испитивање претходног устава и доношења потребних ревизија. На челу са Ахмедом Ларабом, Комисија се обавезује да поднесе своје предлоге Тебуну директно у наредна два месеца. У писму Ларабу истог дана, Тебун је нагласио седам оси око које би Комисија требало да фокусира своју дискусију. Ове области фокуса обухватале су јачање права грађана, борбе против корупције, консолидација биланса овлашћења у алжиријској влади, повећавајући надзор надзора, промовишући независност правосуђа, унапреде једнакост грађана према закону и устализирајућим изборима. Тебун је такође укључило позив за "непроменљиви и нематеријални" двотрајни границу било коме који служи као председник - главна тачка преписања протеста Хирак покрета Хирак, које су бивши предсједник Абделазиз Боутефлика најавио најављену намеру и најављене намере израз.
У јануару 2020. Тебун је такође наложио премијеру Ђераду да припреми рачун против свих облика расизма, регионализма и говора мржње на основу политичких пресуда, религије, веровања или расе.
Прелиминарни нацрт ревизије Устава јавно је објављен 7. маја 2020. године, али је Лараба Комисија (како је "како је" Комисија стручњака "била позната) отворена за додатне приједлоге јавности до 20. јуна. До 3. јуна Комисија је добила процењену 1.200 додатних јавних предлога. Након што је Комисија Лараба размотрила све ревизије, нацрт је представљен кабинету Алжира (Вијеће министара).
Тебун је 4. јула 2020. године најавио да ће се референдум појавити у септембру или октобру 2020.
24. августа 2020. године, датум референдума је постављен 1. новембра, годишњица почетка независности Алжирског рата.
Ревидирани устав усвојен је у Савету министара 6. септембра, у Народној скупштини на народу 10. септембра, а Савет нације 12. септембра, али његова примена је била у зависности од резултата референдума 1. новембра.
У октобру 2020. године Тебун је тестирао позитивно за Цоверид-19 и прелетео у Немачку за лечење. У међувремену, премијер Абделазиз Дјерад преузео је своје задатке. Дана 29. децембра 2020. године Тебун је наставио своје дужности.
Уставне промене одобрене су на референдуму 1. новембра 2020., са 66,68% бирача који учествују у корист промена.
Дана 10. јануара 2021. Тебун је прелетео у Немачку за лечење компликација у стопалу који је резултат привезане инфекције. 12. фебруара 2021. вратио се у Алжир.
16. фебруара 2021. почели су почели масовне протесте и талас националних скупова и мирних демонстрација против владе Абделмаџида Тебун. 18. фебруара 2021. Тебун је најавио промене у кабинету. Одбацио је министра енергетике, министра индустрије и министра водених ресурса, између осталих. Такође је распустио доњу кућу алжирског парламента и назвао ране законодавне изборе у року од шест месеци.
Тебун је у јулу 2021. године формирао нову владу са Ајманом Бенабрерахманеом као премијером.
Тебун је 28. јула 2021. године навео да Алжир нуди Либији "потпуну помоћ", јер је домаћин Мохамеда Јунеса ел Менфија, председника Председништва Либије.
8. децембра 2021. године, француски министар спољних послова Жан-Иве Ле Дријан и Абделмаџид Тебун одржали су састанак. Разговарали су о билатералним односима и миру у Либији и Малију.
24. јануара 2022. Тебун је посетио председника Египта Абдела Фатаха ел Сисија у Каиру. Разговарали су о билатералним односима, ситуацији у Либији након неодређеног одлагања избора, Великoj етиопској ренесансној брани и потенцијалним повратком Сирије у Арапску лигу. То је била прва званична посета алжирског председника у Каиро од 2008. године.
Тебун је 15. фебруара 2022. године најавио да ће Влада увести накнаде за незапослене за младе одрасле особе, са стопом незапослености у земљи преко 15%. Председник је најавио да ће плаћање ловцима на посао од 19 до 40. почети у марту да сачувају "достојанство младих."
26. маја 2022. године, током државне посете Риму, Тебун је пристао да повећа снабдевање гасом за Италију и Европу након руске инвазије на Украјину. 18. јула 2022. године Тебун је потписао енергетски уговор у вредности од четири милијарде евра за додатно снабдевање гасом са премијером Италије Марио Драги у Алжиру, чинећи Алжир највећим добављачем гаса Италији. Тебун је у септембру 2022. године најавио даљњу диверзификацију економије Алжир-а да повећа извоз који не угљоводоника. Тебун је изјавио да је "циљ који смо поставили да постигнемо извоз из спољног нафте и гаса на 7 милијарди долара за текућу годину". Алжир који не-угљоводонични извоз достигао је 5 милијарди америчких долара 2021. године.
Дана 18. децембра 2022. Тебун се састао са француским министром унутрашњих послова Жералда Дарманина у Алжиру. Разговарали су о билатералним односима, миграцијама, безбедности и окончани визни проблем са Француском који је ограничио број виза који су издали Алжире од септембра 2021.
13. јуна 2023. Тебун је започео тродневну посету Русији. Током састанка са руским председником Владимиром Путином обећали су да ће продубити "стратешко партнерство" између Русије и Алжира.

## Државне посете
| # | Date               | Country           |
| - | ------------------ | ----------------- |
| 1 | 22. фебруар 2020.  | Кувајт            |
| 2 | 26. фебруар 2020.  | Саудијска Арабија |
| 3 | 14. децембар 2021. | Тунис             |
| 4 | 24. јануар 2022.   | Египат            |
| 5 | 19. фебруар 2022.  | Катар             |
| 6 | 15. мај 2022.      | Турска            |
| 7 | 25. мај 2022.      | Италија           |
| 8 | 24. мај 2023.      | Португал          |
| 9 | 13. јун 2023.      | Русија            |